# 科斯秋科夫卡河
科斯秋科夫卡河（俄语：Река Костюковка），前称马木沟河（俄语：Река Монгоушка），是滨海边疆区达利涅列琴斯克区的河流，长26公里，在距河口11公里处注入马利诺夫卡河，河流不通航。05К-108 公路跨越河上。1972年更为现名。

## 引用
1. ↑  А·П·穆拉诺夫. . 列宁格勒: 气象出版社. 1966 （俄语）.
2. ↑  . 列宁格勒: 气象出版社 （俄语）.
3. ↑  Т·А·基谢尔科瓦娅. . 列宁格勒: 气象出版社. 1977 （俄语）.
4. ↑  . 国家水登记处 （俄语）.
5. ↑   (PDF). www.vladcity.com. （原始内容 (PDF)存档于2011-07-17）.